# 4302 Markeev
4302 Markeev је астероид главног астероидног појаса чија средња удаљеност од Сунца износи 2,458 астрономских јединица (АЈ).
Апсолутна магнитуда астероида је 12,7.